# Henry Saenz
Henry David Sáenz Ramos es un militar guatemalteco que se desempeña como ministro de la Defensa Nacional desde enero de 2024, bajo el gobierno de Bernardo Arévalo. Obtuvo una maestría en Gestión de Recursos y Tecnología y Doctorado en Ciencias Políticas y Seguridad. Es autor de varios artículos académicos y, en coautoría con William Oswaldo Sierra Sam, del libro "Manual de comunicación estratégica y amenazas de la desinformación para la seguridad del estado de Guatemala"
Diario El MERcurio